# 東京演劇音響研究所
株式会社東京演劇音響研究所（とうきょうえんげきおんきょうけんきゅうじょ、英略称：TEO）は、演劇、映画、アニメなどの音響効果の制作並びにその演出を行う日本の制作プロダクションである。

## 沿革
- 1965年（昭和40年）に設立。
- 代表　秦　和夫

## 所属スタッフ

### 音響効果
- 柏原満（アオイスタジオ→）

### 過去の所属スタッフ
- 大野松雄（アオイスタジオ→）
- 大平紀義（→E&Mプランニングセンター）
- 高橋　巖（→オフィス新音）
- 射場重明
- 大伴　裕

## 主な作品

### テレビアニメ
- わんぱく探偵団
- 佐武と市捕物控
- どろろ
- サザエさん※途中から今野康之と共同
- ムーミン
- 海底都市のできるまで
- アンデルセン物語
- 新ムーミン
- おんぶおばけ
- ワンサくん
- 宇宙戦艦ヤマトシリーズ
- ラ・セーヌの星
- ピコリーノの冒険
- おれは鉄兵
- まんが偉人物語
- 一球さん
- ドラえもん（1979年 - 2005年）
- 二死満塁
- ナイン
- 三国志
- 夢の星のボタンノーズ
- Mr.ペンペン
- オズの魔法使い
- ウルトラB
- 笑ゥせぇるすまん
- 藤子不二雄Aの夢魔子
- 沈黙の艦隊
- 宇宙戦艦ヤマト2199※オリジナルサウンドエフェクトとして参加、音響効果はフィズサウンドクリエイションの西村睦弘

### 劇場映画
- ルパン三世 パイロットフィルム
- 千夜一夜物語
- クレオパトラ
- 動物村の消防士
- 生きているってすばらしい!
- 哀しみのベラドンナ
- ジャックと豆の木
- バラの花とジョー
- 草原の子テングリ
- 宇宙戦艦ヤマト
- ちいさなジャンボ
- チリンの鈴
- キタキツネ物語※東洋音響効果グループと共同
- さらば宇宙戦艦ヤマト 愛の戦士たち
- 11ぴきのねこ
- ヤマトよ永遠に
- ユニコ
- キティとミミィのあたらしいかさ
- シリウスの伝説
- ゆき
- 象のいない動物園
- 対馬丸 —さようなら沖繩—
- 宇宙戦艦ヤマト 完結編
- 銀河鉄道の夜
- オーディーン 光子帆船スターライト※スワラ・プロの伊藤克己と共同
- スーパーマリオブラザーズ ピーチ姫救出大作戦!
- 11ぴきのねことあほうどり
- 王立宇宙軍_オネアミスの翼
- 漂流教室※スワラ・プロと共同
- 紫式部 源氏物語
- マイメロディの赤ずきん
- ぽこぽんのゆかいな西遊記
- けろけろけろっぴの三銃士
- たあ坊の竜宮星大探険
- 走れメロス
- 平成狸合戦ぽんぽこ
- ドラえもん映画作品※大長編シリーズ第1作『ドラえもん のび太の恐竜』から第19作『ドラえもん のび太の南海大冒険』まで
- 宇宙戦艦ヤマト 復活篇※ディレクターズカット版オリジナルサウンドエフェクトとして参加、音響効果はスワラ・プロの川田清貴